# Tokugawa Ieyasu
Det här är en artikel om en person med japanskt personnamn; Tokugawa är familjenamnet medan Ieyasu motsvarar ett svenskt förnamn.
Tokugawa Ieyasu (徳川 家康, på klassisk japanska i hiragana även とくがわ ゑやす), egentligen Matsudaira Takechiyo och även känd som Matsudaira Motoyasu, född 31 januari 1543 i Okazaki i Aichi prefektur, död 1 juni 1616 i Sumpu i Shizuoka prefektur, var en japansk shogun och usurpator. Han grundade Tokugawashogunatet, som styrde Japan från 1603 fram till Meijirestaurationen 1868. 

## Biografi

### Ungdomsår
Tokugawa Ieyasu föddes som Matsudaira Takechiyo och var den äldste sonen i familjen Matsudaira som hade kontroll över landet kring Okazaki mellan de två rivaliserande klanerna Imagawa som hade kontroll över Suruga och Oda som hade kontroll över Owari. De två klanerna Imagawa och Suruga ville båda försäkra sig om Matsudairas lojalitet och Takichiyo blev därför tagen som gisslan 1547 när han var sex år först till Oda och hölls i Atsuta i två år fram till sin fars död. Han blev sedan direkt bli gisslan hos Imagawa i Sumpu fram till 1560 då han kunde återvända till Okazaki och leda familjen Matsudaira.

### Härskare
leyasu var daimyo och hans domäner motsvarade en skatteavkastning på 2 557 000 koku ris och han hade under sig 38 daimyo.
Efter Toyotomi Hideyoshis död 1598 utsågs Tokugawa till en av hans omyndige son och tronföljares förmyndare. I kraft av sin dominanta ställning kunde han dock snart utmanövrera de övriga förmyndarna och själv ta över makten 1600. 1603 lät han kejsaren utnämna honom till shogun. År 1615 besegrade han slutligen Toyotomi-klanens motstånd under ledning av Yodo-dono. Tokugawa-shogunatet kom sedan att vara ända till 1868.
För att undvika en upprepning av vad som skett då hans föregångare Oda Nobunaga och Toyotomi Hideyoshi avlidit där deras arvingar utmanövrerades, avgick Tokugawa Ieyasu redan två år efter sitt utnämnande 1605 till förmån för sin son Tokugawa Hidetada. I verkligheten styrde leyasu sin son bakom kulisserna och var den egentliga makten i shogunatet till sin död år 1616.
Tokugawa Ieyasu skapade ett fast underlag för centralmyndigheten genom en tydlig reglering av förhållandet mellan shogunen (som i härskarens namn utövade hela regeringsmakten) och kejsaren (som numera levde i sitt hov i Kyoto utan annan funktion än den att vara formell suverän). Kejsaren tillförsäkrades en årsinkomst av 10 000 koku ris (lika mycket som en daimyo av den lägsta inkomstgraden). Författningen, rättskipningen och förvaltningen reglerade leyasu genom de så kallade "arton lagarna" och "hundra lagarna". Dessa förordningar blev dock aldrig offentliggjorda utan skulle endast vara kända för leyasus efterträdares och shogunatets högsta förtroendemän.

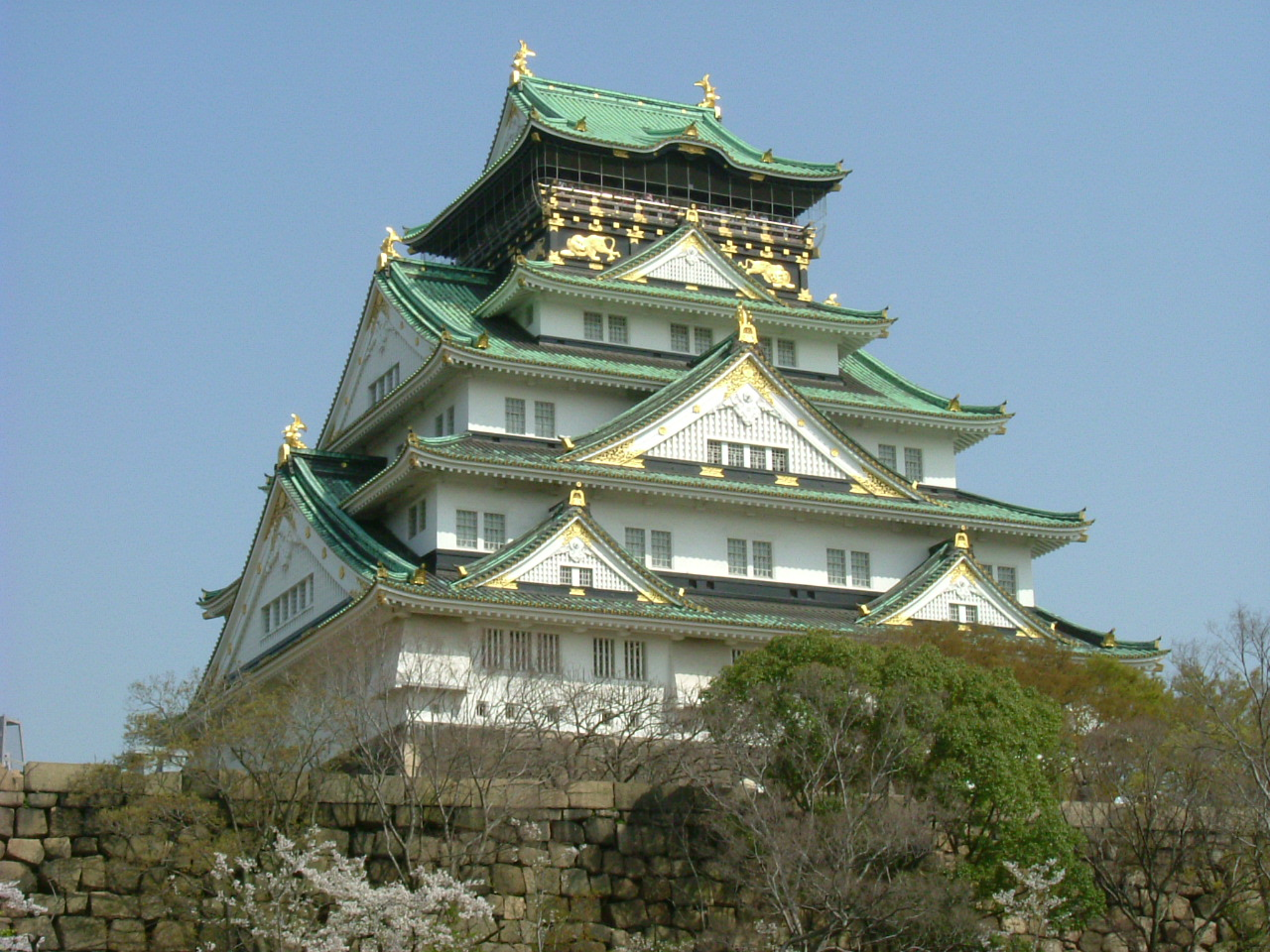
Osaka slott.

Ieyasu var inledningsvis relativt tolerant mot kristendomen, som vid denna tid hade fått en betydande utbredning i Japan. Men år 1614 kom en förordning (starkt interfolierad med buddhistiska och konfucianska tänkespråk) som förbjöd den kristna läran såsom farlig för staten och drev de utländska prästerna i landsflykt. Enligt ediktet hade "den kristna ligan" inte bara kommit till Japan för att bedriva handel, utan även i syfte att "utbreda en ond lag och omintetgöra den rätta läran, för att längre fram kunna förändra statens styrelse och ta landet i besittning". I praktiken fick några hundra präster (även infödda sådana) lämna Japan.
En fara för Tokugawa-husets maktställning kvarstod i den numera fullvuxne Hideyori, Hideyoshis son, som Ieyasu hade trängt undan från den ställning i spetsen för centralregeringen som Hideyoshi ville ge honom. Det hov som Hideyori (som hörde till de rikaste bland furstarna med en inkomst av 650 000 koku) höll i fästningsborgen i Osaka blev en medelpunkt för diverse kretsar som var missnöjda med Ieyasu. leyasu fick en förevändning till en öppen brytning med Hideyori i en förolämpning som Hideyori skulle ha tillfogat honom genom en inskrift på en donerad tempelklocka. I denna förekom nämligen de båda skriftecken som bildade leyasus namn, men i en annan ordförbindelse, något som ansågs medföra olycka. Belägringen av fästningen Osaka drog ut på tiden, men slutligen lyckades dock Ieyasu inta borgen i en blodig strid. Fästningens innersta del, de belägrades sista tillflykt, gick upp i lågor, varvid även Hideyori och hans mor Yodo-dono omkom (1615).
Följande år (1616) dukade leyasu under för en sjukdom. Hans ställning övergick utan stridigheter till hans son Hidetada, som redan 1605 hade erhållit titeln shogun.